# Inmaculada Galván
Inmaculada Galván Olalla (Madrid, 12 de diciembre de 1963) es una periodista y presentadora española.

## Biografía
Licenciada en Ciencias de la información en Periodismo, por la Facultad de Ciencias de la Información (Universidad Complutense de Madrid), los comienzos de su carrera profesional han estado vinculados a Radio Televisión Madrid.
Ingresó en Onda Madrid poco después de finalizar sus estudios universitarios. Tras tres años en la emisora, pasó a Telemadrid, primero en el informativo Telenoticias, donde es redactora y reportera del Área de Local y presentadora de las ediciones de fin de semana entre 1991 y 1992 y después, desde el 20 de septiembre de 1993 en el espacio de actualidad diaria Madrid directo. Su labor al frente del programa durante casi 15 años consecutivos, la convirtieron en el rostro más emblemático de la cadena, además de convertirla en aquel momento, en la periodista que estuvo al frente del mismo programa durante más tiempo de forma ininterrumpida. En esta etapa del programa informó de los atentados del 11 de marzo de 2004, de la visita del Papa Juan Pablo II que hizo a España (2003), de las bodas de las Infantas Elena (1995) y Cristina (1997) y del Príncipe de Asturias (2004) o del paso de la antorcha olímpica por Madrid (2004), que la propia Inmaculada llevó en un tramo. También fue presentadora durante tres años consecutivos de las Campanadas de fin de año en Telemadrid, con Santi Acosta (1995-96), Jaime Bores (1996-97) y Jacobo Domínguez (1997-98).
En 2004 fue galardonada con el Premio Víctor de la Serna de Periodismo.
El 13 de mayo de 2008 abandonó finalmente Madrid directo y fue fichada por TVE, debutando en sustitución de Pepa Bueno con el magazín Esta mañana, el 7 de julio de 2008, al frente del cual permaneció hasta el 10 de julio de 2009.
Tras tomarse un año sabático, en noviembre de 2010, se incorporó a los servicios informativos de la cadena 13 TV, con el espacio De hoy a mañana y un año más tarde condujo en la misma cadena el programa Pulsando España.
El 1 de agosto de 2013, tras cinco años de excedencia, regresó a Telemadrid, reincorporándose a los Servicios Informativos, donde ejerció como redactora y reportera del área de Local. Después, entre el 25 de abril de 2016 y el 1 de septiembre de 2017, presentó el programa informativo matinal Madrid Contigo en Telemadrid.
Desde el 18 de septiembre de 2017 se pone al frente de la nueva etapa de Madrid directo con Emilio Pineda, que vuelve a Telemadrid tras más de cuatro años fuera de emisión. Durante este período, fue presentadora de las Campanadas de fin de año en Telemadrid en 2019/20 con Emilio Pineda, una labor que ya había realizado en tres ocasiones en la misma cadena, dos décadas atrás. El 11 de junio de 2021 deja de presentar Madrid directo, ocupando su lugar Adela González, pero regresó seis meses más tarde al programa en la edición de fin de semana, el 11 de diciembre de 2021, acompañada en la presentación por Álvaro de los Santos. El 18 de septiembre de 2022 se despidió del programa, para tomar las riendas de Desmontando Madrid en sustitución de Rocío Delgado. El 15 de octubre de 2022, Telemadrid eliminó la edición de fin de semana de Madrid directo.
Desde el 30 de abril de 2023, presenta el programa Santa misa cada domingo en Telemadrid. Al mismo tiempo, se sigue encargando de la presentación de Desmontando Madrid y de los especiales de Semana Santa de Telemadrid, entre otros especiales informativos.
También ha sido profesora de Diseño y Producción de programas de radio y televisión en la Universidad Francisco de Vitoria, presentadora de eventos y congresos y dobladora de películas.

### Televisión
- Telenoticias en Telemadrid (1991-9/1993; 1/8/2013-1/4/2016).
- Madrid directo en Telemadrid (20/9/1993-13/5/2008; 18/9/2017-11/6/2021; 11/12/2021-18/9/2022).[11]
- Esta mañana en La 1 (7/7/2008-10/7/2009).
- Destino Madrid en 13 TV (12/2010-8/2011).
- De hoy a mañana en 13 TV (12/2010-8/2011).
- El programa más largo del mundo en 13 TV (8/2011) "Especial sobre la JMJ".
- Pulsando España en 13 TV (2011-2012).
- Al día 1.ª edición en 13 TV (1/2012-7/2012).
- Al descubierto en 13 TV (28/9/2012-7/2013).
- Madrid Contigo en Telemadrid (25/4/2016-1/9/2017).[12]
- Desmontando Madrid (2022-presente)[7].
- Santa misa (2023-presente).[9]

### Vida privada
Estuvo casada desde 1991 con el también periodista deportivo Javier Reyero. Posteriormente, en 1996, contrajo matrimonio con Gonzalo Fernández, fotógrafo de la Agencia EFE, con el que tiene dos hijas, Claudia (1998) e Irene (1999).

## Premios
- Premios Ondas de Ràdio Barcelona del Grupo Prisa.
- 7 Premios ATV de la Academia de Televisión.
- Premio Víctor de la Serna de Periodismo de la Asociación de la Prensa de Madrid.
- 2 Antenas de Plata de la Asociación de Profesionales de Radio y Televisión de Madrid.
- Micrófono de Oro de la Federación de Asociaciones de Radio y Televisión.
- Premio ¡Bravo! de la Conferencia Episcopal Española.[13]
- Premio Samur-Protección Civil (2022).[14]
- Paloma de Bronce de la Hermandad de la Virgen de la Paloma de Bomberos de Madrid (2022).[15]